# Munsterkerk (Roermond)

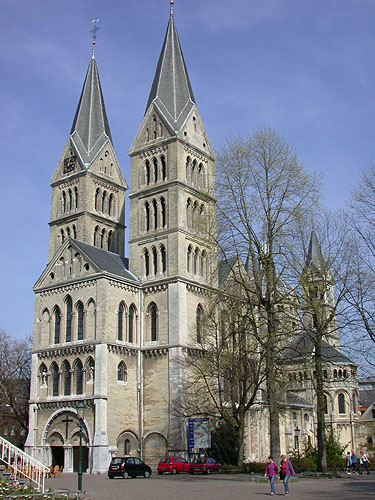
Die Munsterkerk in Roermond

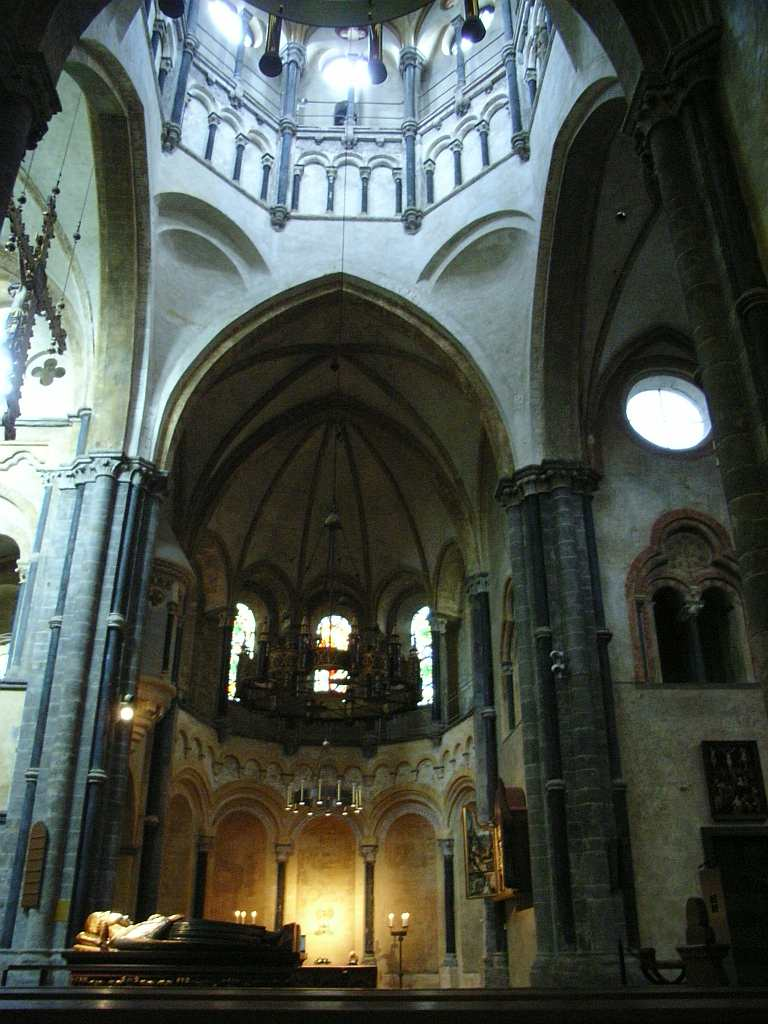
Oktogon der Roermonder Munsterkerk

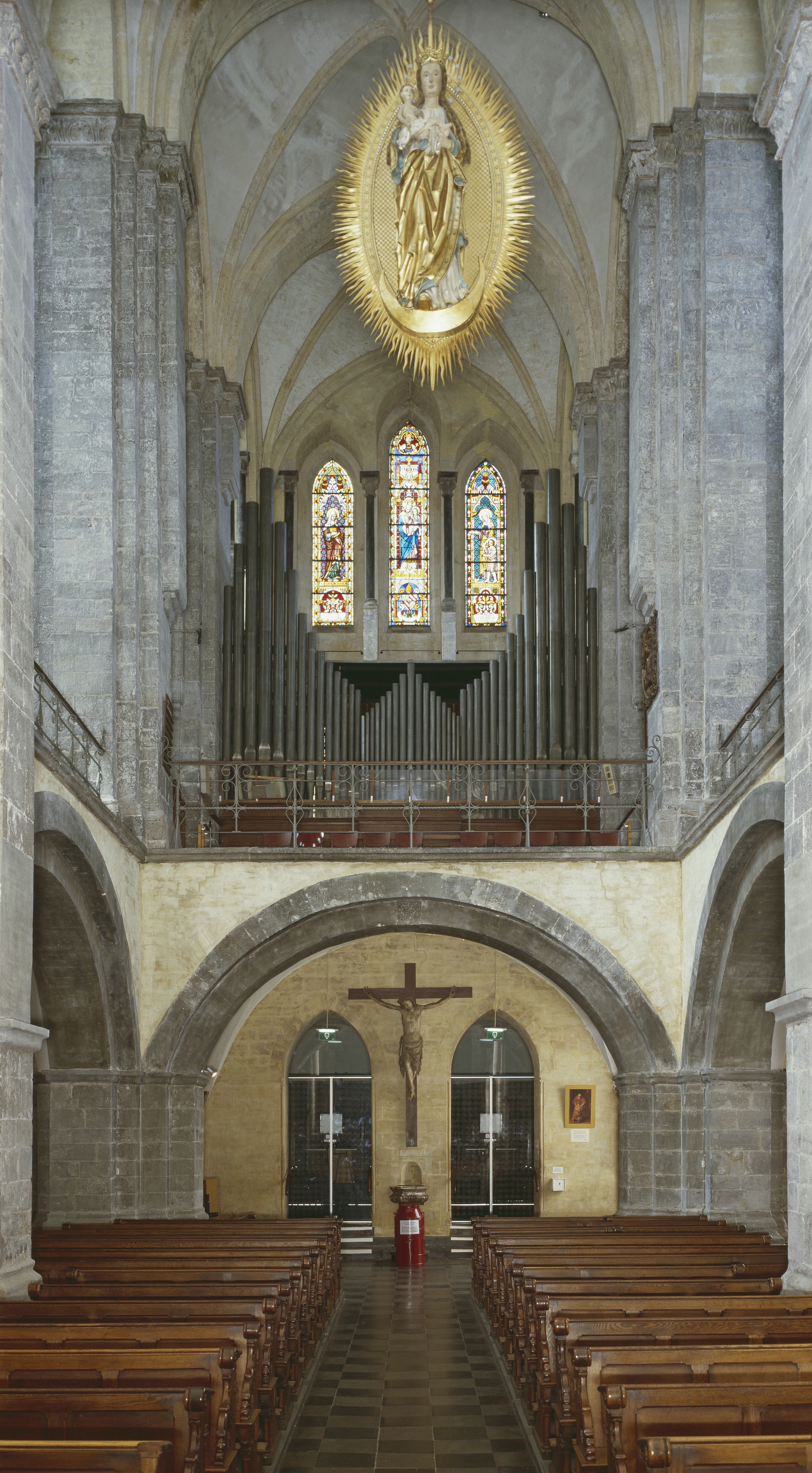
Mittelschiff mit Marianum

Die Munsterkerk (deutsch Münsterkirche) im niederländischen Roermond ist die einzige Kirche im spätromanischen Stil in den Niederlanden. Ihr offizieller Name lautet Onze Lieve Vrouwe Munsterkerk.

## Geschichte

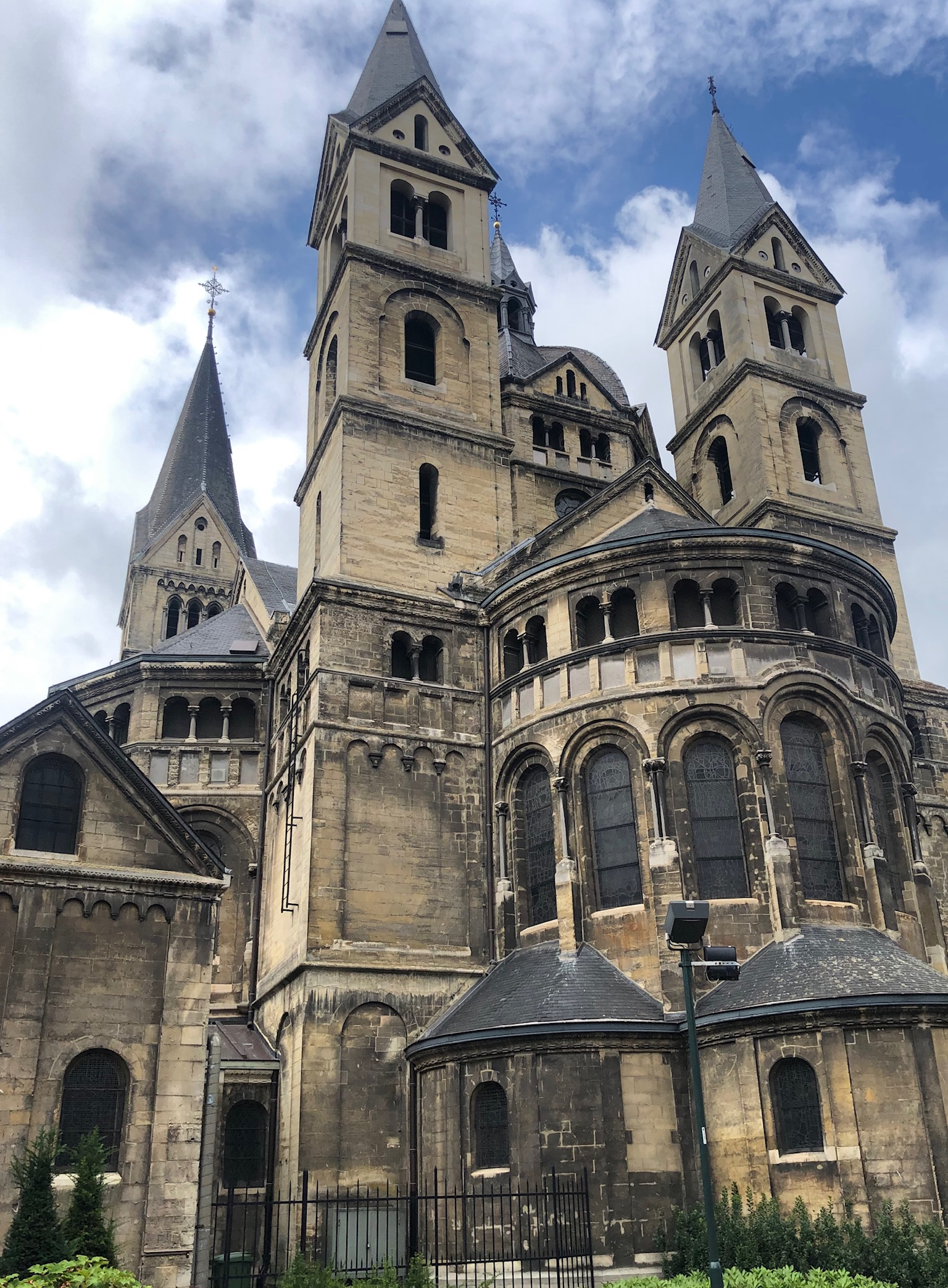
Chorpartie mit doppelter Dreikonchenanlage

Die Kirche entstand als Teil einer um 1218 von Graf Gerhard IV. (Geldern) gestifteten Zisterzienserinnenabtei. Da sie als Grablege für das geldrische Grafenhaus dienen sollte, wurde sie besonders aufwendig gestaltet; bestattet wurden hier allerdings nur der Stifter und seine Frau. Der älteste Teil der Kirche ist die Chorpartie, die mit ihrem Dreikonchenchor enge Verwandtschaft mit St. Aposteln, St Maria im Kapitol und Groß St. Martin in Köln, dem Quirinusmünster in Neuss und dem Speyrer Dom aufweist. Es handelt sich hier aber um eine doppelte Dreikonchenanlage, da neben der Kleeblattform der drei Apsiden, die Mittlere nochmal drei Konchen hat. Das byzantinisch wirkende Oktogon und der darin befindliche Leuchter erinnern an die Pfalzkapelle als Teil des Aachener Doms. Die Kuppelhöhe misst 78, der Vierungsdurchmesser 31 römische Fuß.
Das Kirchenschiff entstand wahrscheinlich zwischen 1220 und 1244 und ist der Teil der Kirche, der im Außenbereich am schlichtesten ausgeführt wurde. Der Westbau wurde zwischen 1244 und 1260 errichtet.
Im 18. Jahrhundert erhielt die Kirche einen barocken Glockenturm. 1850 setzten umfangreiche Restaurierungsarbeiten ein, die sich bis 1890 hinzogen. Unter anderem wurden der barocke Turm abgebrochen und unter der Leitung des Architekten Pierre Cuypers ein neues Westwerk errichtet. Die Kirche wurde erneut von 1959 bis 1964 und nach dem Erdbeben von Roermond im Jahr 1992 restauriert.

## Ausstattung

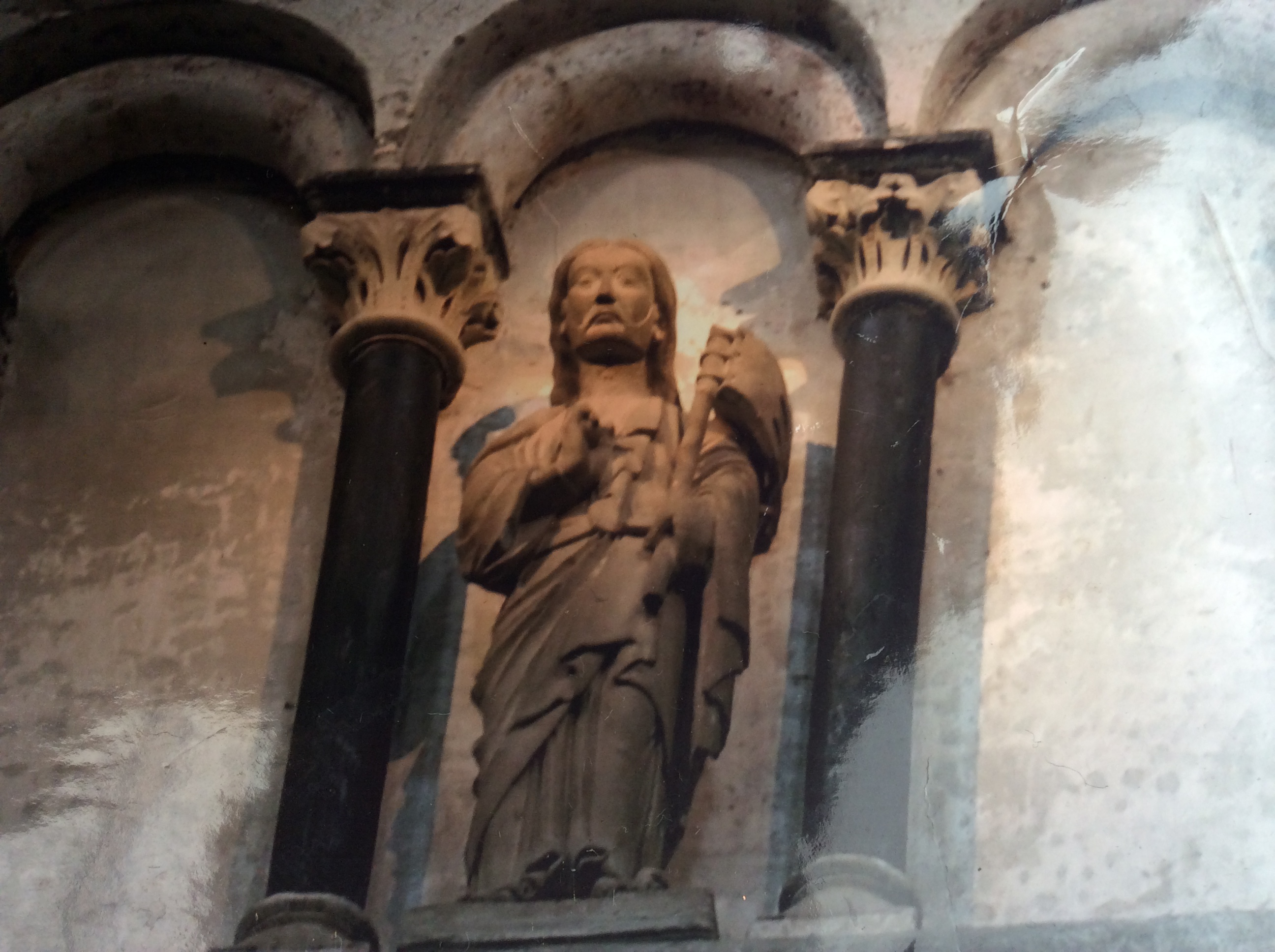
Christus Triumphator aus dem 12. Jahrhundert

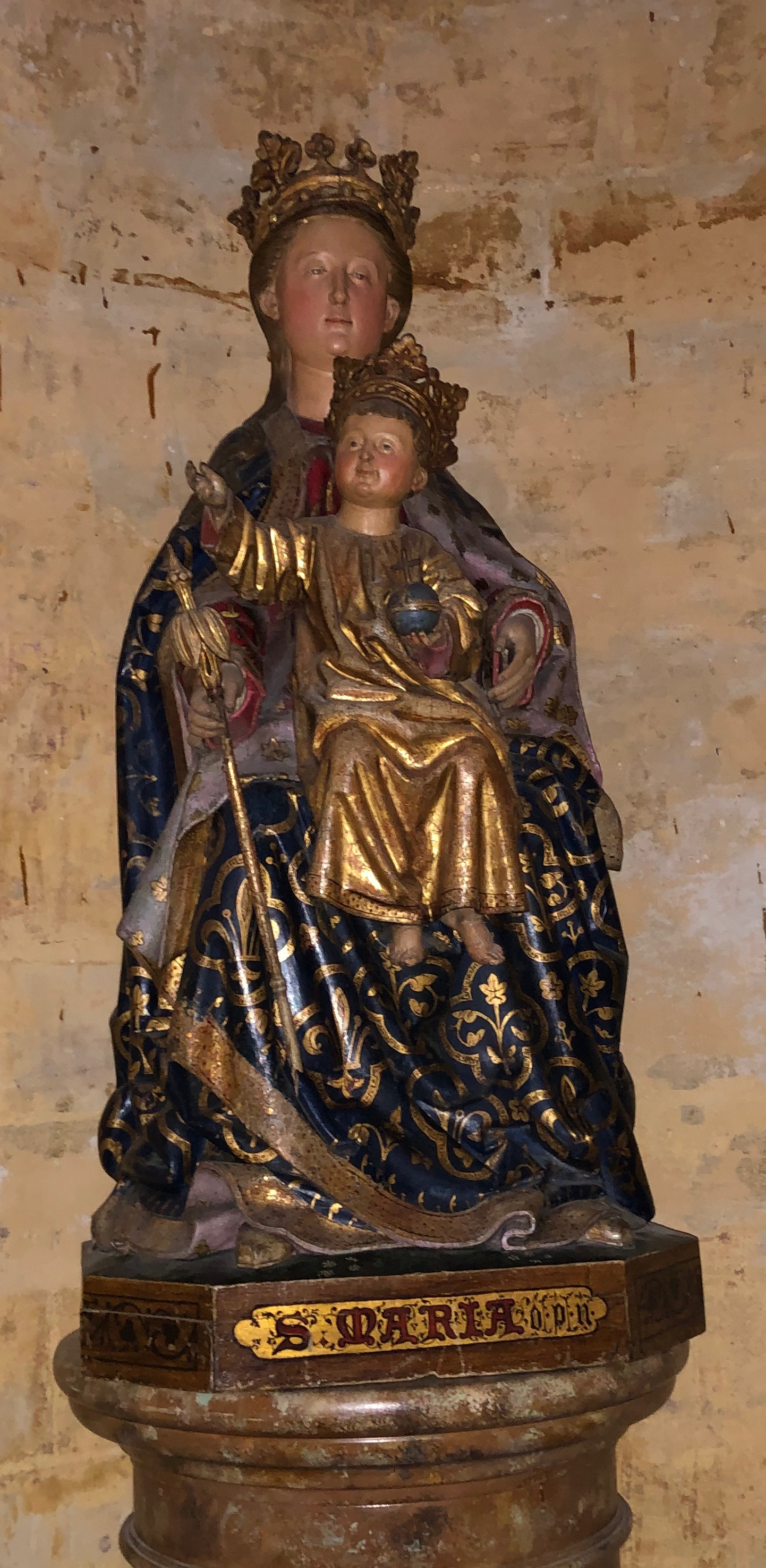
Maria mt Kind (um 1500)

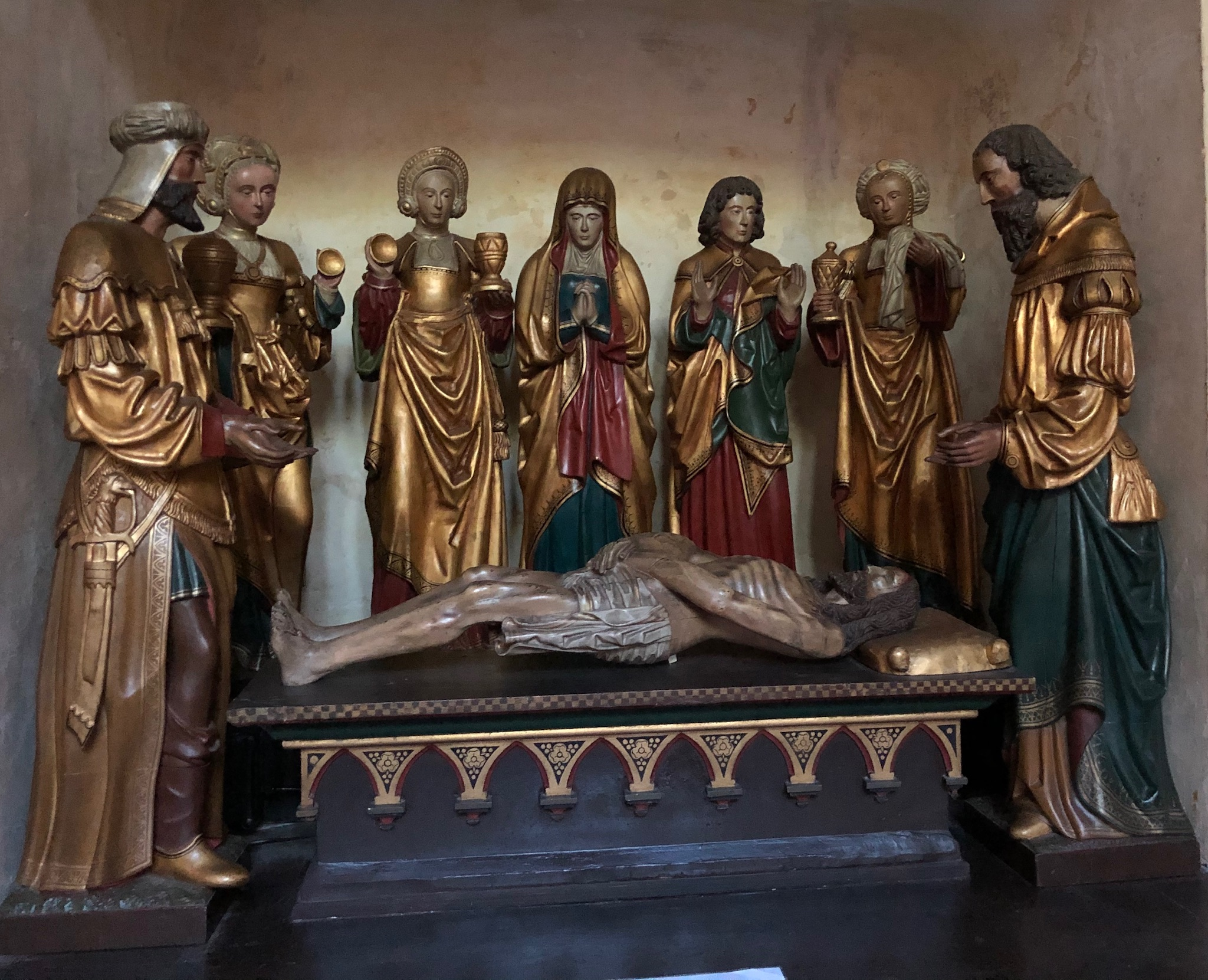
Grablegung (Meister von Elsloo)

Unter dem zentralen Oktogon befindet sich das Grabmal des geldrischen Herzogs Gerhard IV. und seiner Frau Margaretha von Brabant. Die idealisierten Skulpturen entstanden zwischen 1230 und 1240 und gelten als älteste liegende Statuen der Niederlande. Im 19. Jahrhundert wurde die Farbgestaltung der Grabplastiken restauriert. Hoch im Oktogon findet man die Statue Christus Triumphator aus Sandstein, entstanden im 12. Jahrhundert. Sie ist damit die wohl älteste frei stehende Skulptur der Niederlande und älter als die Kirche selbst. Die Skulptur steht im Bezug zum Grabmal: Von ihrer Ruhestätte aus blicken der Graf und die Gräfin zu dem auferstandenen Christus empor.
Die Statue des Bernhard von Clairvaux, zweiter Kirchenpatron, stammt vom Meister von Elsloo (ca. 1525). Aus dieser Zeit und gleichem Künstler ist ebenso die aus Holz geschaffene Grablegung Christi. Zu sehen sind hier neben Christus: Maria, Johannes, Josef von Arimathea und Nikodemus. Drei Frauen mit Kopfbedeckung, Salbenbecher tragend, lassen aus ihrer Kleidung schließen, dass es sich um Äbtissinnen handeln könnte. Über dieser Grablegung hängt ein Holzkreuz aus dem 16. Jahrhundert.
Zu den weiteren Kunstschätzen der Kirche zählt die spätgotische Plastik: „Onze Lieve Vrouw Vogelsangh“ aus Eichenholz (Maria mit Kind ca. 1500), die 1861 von Hendrik de Leeuw restauriert wurde. Der Antwerpener Schnitzaltar im linken Querschiff zeigt im geschnitzten Mittelteil Episoden des Lebens Christi. Die Flügel schmückt die Außenseiten mit einem Stifterporträt vor Madonna mit Kind und der Krönung Mariens. Auf den gemalten Innenseiten ist Christus im Garten, die Verkündigung Mariens, die Anbetung der Könige und die Himmelfahrt Christi dargestellt. Dieses Triptychon ist um 1500 entstanden. In den Niederlanden gibt es nur noch drei dieser Altaraufsätze. Zwischen den Eingangsportalen, von innen, befindet sich ein Kruzifix von ca. 1380 mit zwei Teilen eines menschlichen Oberarms (Reliquienkreuz). Noch aus dem Mittelalter stammt die „Roermonder Passion“ von ca. 1435 am Kopf des südlichen Seitenschiffes. Dieses Werk eines unbekannten Meisters zeigt achtzehn Szenen aus dem Leben Christi. Das Original befindet sich heute im Rijksmuseum Amsterdam. Hoch im Mittelschiff hängt das Marianum: Eine Mondsichelmadonna mit Kind aus dem 16. Jahrhundert schaut zum Chor, bzw. zu Christus Triumphator. Die rückseitige Madonna, aus dem 19. Jahrhundert, stehend auf Höllentieren, wendet ihr Gesicht dem Eingang zu. Bemerkenswert sind auch die vielen reich mit Tier- und Pflanzenmotiven gestalteten Kapitelle. Die des Chorumgangs enthalten Darstellungen der Evangelistenmotive (Löwe, Adler, Stier und Mensch).

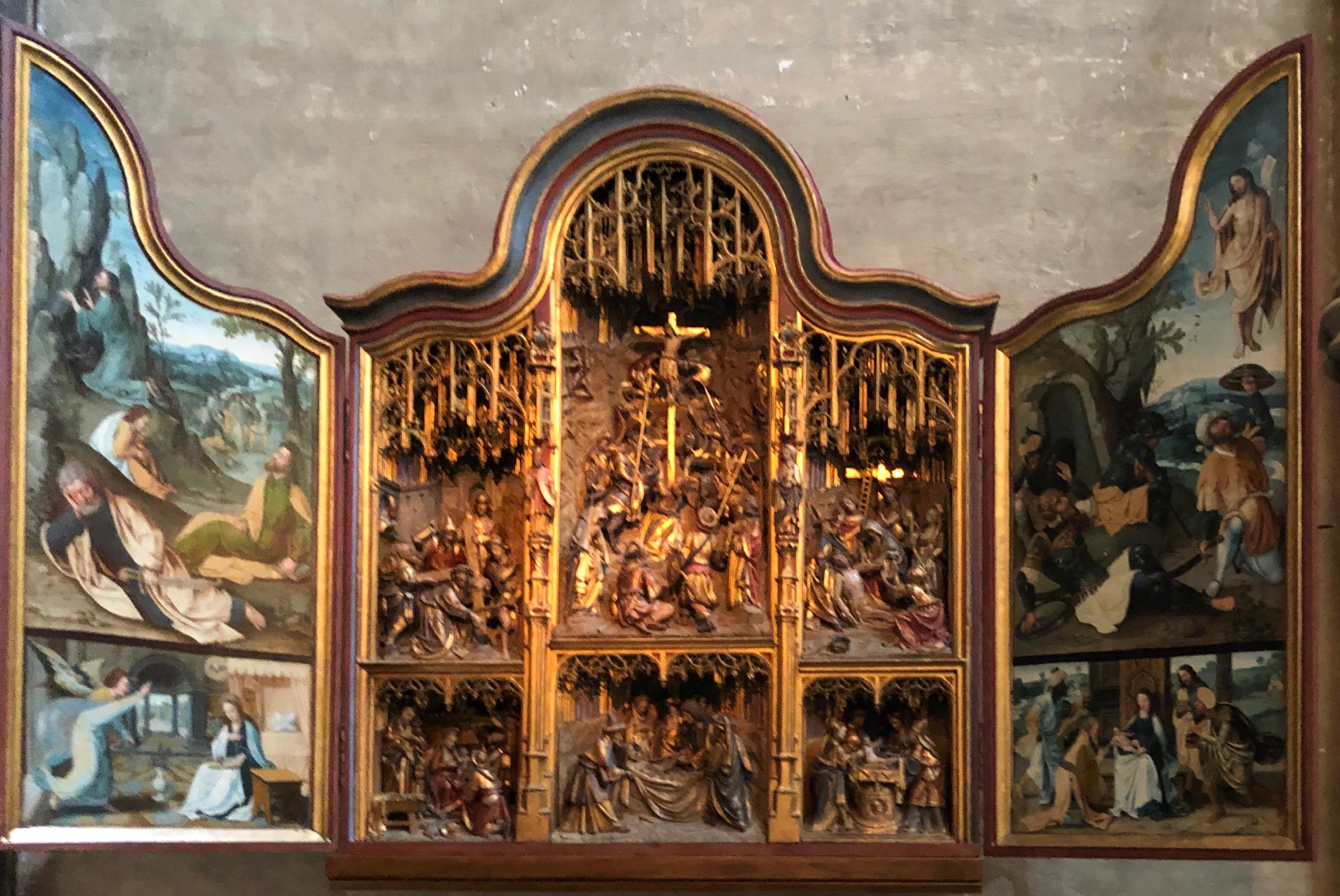
Antwerpener Schnitzaltar

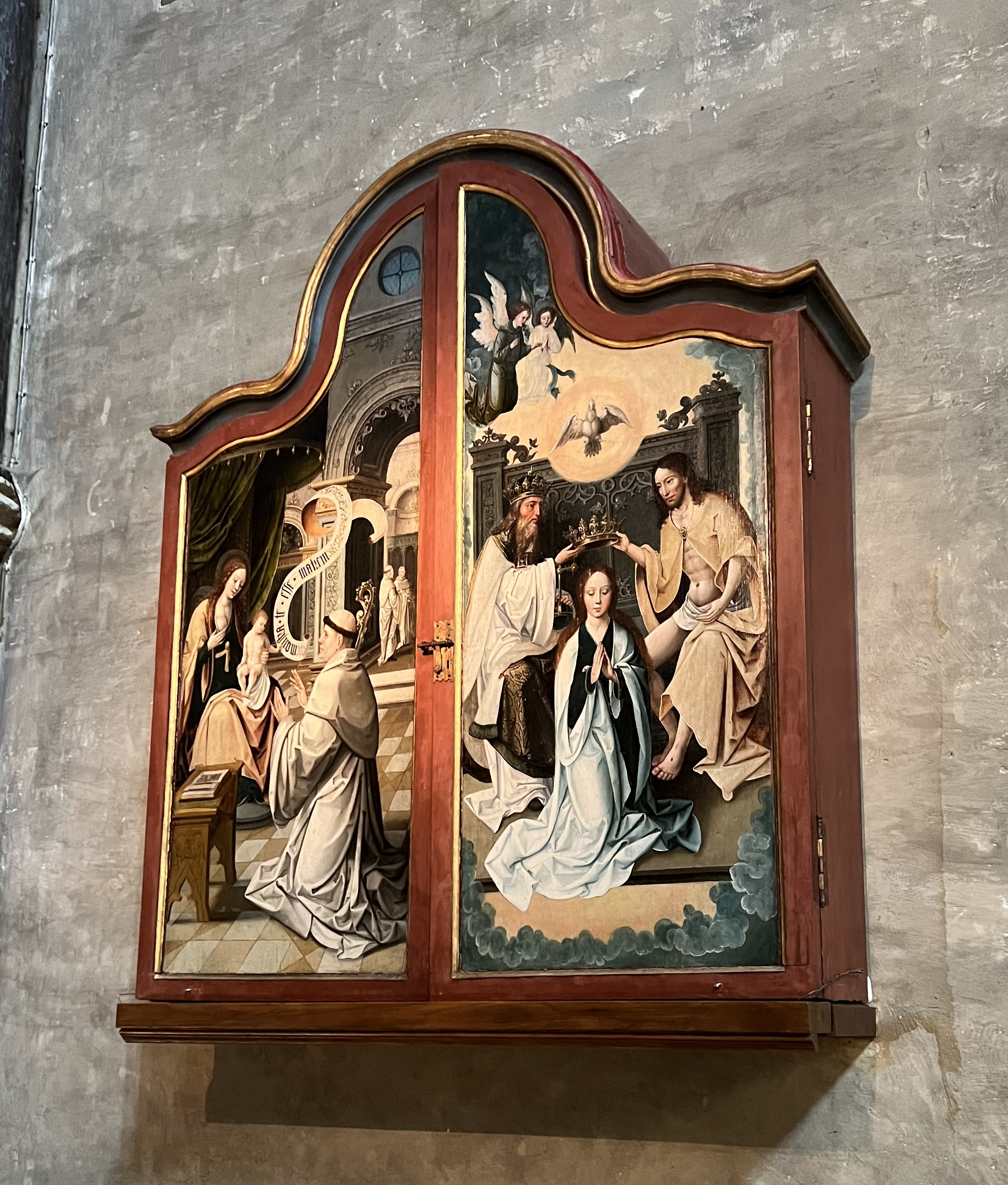
Schnitzaltar, geschlossen

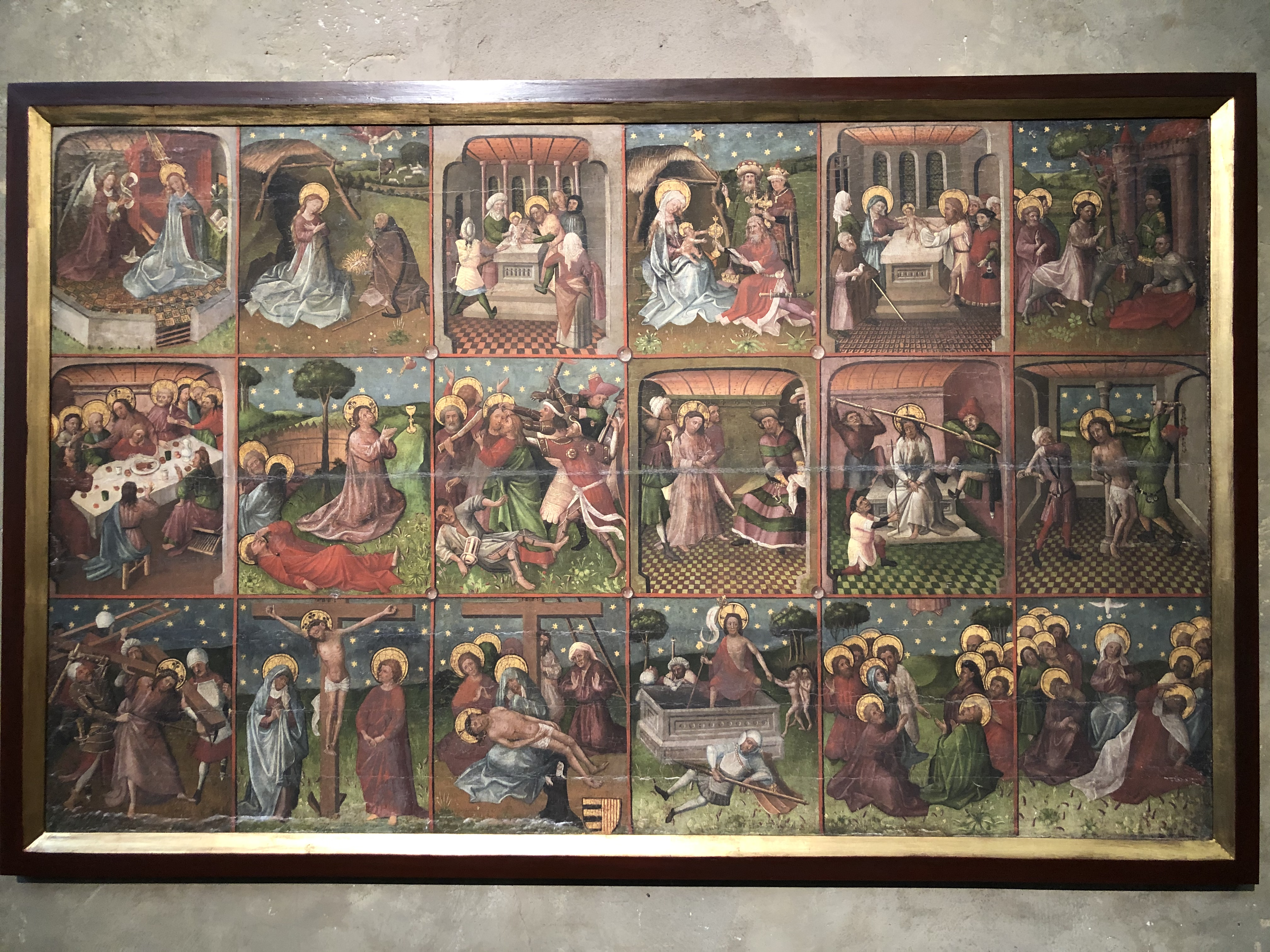
Roermonder Passion

### Orgeln
Die Haupt-Orgel wurde 1947 von der Orgelbaufirma Verschueren errichtet. Das Instrument hat 40 Register auf drei Manualen und Pedal.
| I Hauptwerk C–g3 |        |
| Bourdon          | 16′    |
| Prestant         | 08′    |
| Bourdon          | 08′    |
| Salicionaal      | 08′    |
| Octaaf           | 04′    |
| Dwarsfluit       | 04′    |
| Kwint            | 02 ⁄3′ |
| Octaaf           | 02′    |
| Mixtuur IV-VI 0  |        |
| Trompet          | 08′    |

| II Schwellwerk C–g3 |     |
| Kwintadeen          | 16′ |
| Hoornprestant       | 08′ |
| Holpijp             | 08′ |
| Gamba               | 08′ |
| Prestant            | 04′ |
| Fluit               | 04′ |
| Piccolo             | 02′ |
| Nachthoorn          | 01′ |
| Scherp IV-VI        |     |
| Dulciaan            | 16′ |
| Solotrompet         | 08′ |
| Hobo                | 04′ |

| III Rückpositiv C–g3 |        |
| Bourdon              | 8′     |
| Gemshoorn            | 8′     |
| Prestant             | 4′     |
| Blokfluit            | 4′     |
| Kwint                | 2 ⁄3′  |
| Zwitsersepijp        | 2′     |
| Terts                | 1 3⁄5′ |
| Cimbel IV            |        |
| Kromhoorn            | 8′     |

| Pedalwerk C–f1 |     |
| Prestantbas 0  | 16′ |
| Subbas         | 16′ |
| Octaafbas      | 08′ |
| Gedekt         | 08′ |
| Prestantbas    | 04′ |
| Mixtuur III    |     |
| Bazuin         | 16′ |
| Trompet        | 08′ |
| Klaroen        | 04′ |

Außerdem verfügt das Münster über eine Chororgel. Das Instrument wurde 1890/91 durch die Orgelbaufirma Franssen (Roermond) errichtet und zuletzt 2011 durch die Erbauerfirma restauriert. Das Instrument hat 24 Register auf zwei Manualen und Pedal.
| I Hauptwerk C–f3 |                 |     |        |
| 1.               | Bordone         | 16′ |        |
| 2.               | Principale      | 08′ |        |
| 3.               | Portunale       | 08′ |        |
| 4.               | Flauto maggiore | 08′ |        |
| 5.               | Viola di gamba  | 08′ |        |
| 6.               | Diapason        | 04′ |        |
| 7.               | Flauto minore   | 04′ |        |
| 8.               | Ottavino        | 02′ |        |
| 9.               | Mistura III-V   |     | (2011) |
| 10.              | Cornetto I-V    |     |        |
| 11.              | Tromba          | 08′ |        |

| II Positiv C–f3 |                     |    |
| 12.             | Bordone             | 8′ |
| 13.             | Corno di camoscio 0 | 8′ |
| 14.             | Salicionale         | 8′ |
| 15.             | Viola d’amore       | 8′ |
| 16.             | Fugara              | 4′ |
| 17.             | Tibia traverso      | 4′ |
| 18.             | Piccolo             | 2′ |
| 19.             | Bassone-Oboè        | 8′ |

| Pedalwerk C–f1 |               |     |
| 20.            | Contrebasso 0 | 16′ |
| 21.            | Ottava        | 08′ |
| 22.            | Violoncello   | 08′ |
| 23.            | Tuba          | 16′ |
| 24.            | Trombone      | 08′ |

## Glocken
Der Kirche steht ein vierstimmiges Geläut zur Verfügung, dessen Glocken von der Gießerei Petit & Fritsen in den Jahren 1949 und 1953 (Glocke 1) gegossen wurden.
- Glocke 1 hat einen Durchmesser von 1530 mm, der Schlagton ist c′
- Glocke 2 hat einen Durchmesser von 1230 mm, der Schlagton ist e′
- Glocke 3 hat einen Durchmesser von 1030 mm, der Schlagton ist g′
- Glocke 4 hat einen Durchmesser von 0920 mm, der Schlagton ist a′